# Stipa lemmonii
Stipa lemmonii là một loài thực vật có hoa trong họ Hòa thảo. Loài này được (Vasey) Scribn. miêu tả khoa học đầu tiên năm 1901.